# Robert Barraja
Cet article possède un paronyme, voir Baraja.
Robert Barraja est un footballeur français né le 12 juillet 1956 à Nice.

## Biographie
Formé à Nice, ce solide et énergique défenseur évolue par la suite à Metz. 
Barraja remporte la Coupe de France avec le club lorrain en 1984 face à l'AS Monaco. 
L'année suivante, lors de la Coupe d'Europe des vainqueurs de coupe, il prend part à l'un des plus grands exploit du FC Metz et du football français, battant le FC Barcelone au Camp Nou 4-1 et se qualifiant pour les 8e de finale de la compétition,,,. 
Éliminé par le Dynamo Dresde au tour suivant, l'exploit des messins de battre le Barça a domicile reste inégalé par un club français jusqu'au triplé de Mbappé en 2021 qui permet au PSG de reproduire le score de 4-1 des lorrains,. 
Il joue également à Strasbourg.

## Carrière de joueur
- 1976-1983 :  OGC Nice
- 1983-1985 :  FC Metz
- 1985-1988 :  RC Strasbourg
- 1989-1991 :  Stade Quimpérois[1]

## Palmarès
- Finaliste de la Coupe de France 1978 avec l'OGC Nice
- Vainqueur de la Coupe de France 1984 avec le FC Metz

## Source
- Jacques Ferran et Jean-Philippe Réthacker - « Les guides de l'Équipe, Football 85-86 », 1985 : Dictionnaire de la Division 1, page 32.